# Museo de Sitio Campo Alaska
El Museo de Sitio Campo Alaska ubicado en el poblado de La Rumorosa, en la Sierra de Juárez, estado de Baja California, México, es un espacio cultural dedicado a la difusión del patrimonio histórico y arqueológico de la región. Su colección incluye piezas representativas de las comunidades indígenas yumanas, además de documentos y artefactos históricos que narran la transformación de este lugar. 
Se encuentra dentro de un edificio histórico que fue construido durante el gobierno de Abelardo L. Rodríguez, como cuartel militar y utilizado posteriormente como hospital. Tras décadas de abandono, el edificio fue reconocido como sitio histórico, restaurado y acondicionado en 2004 como museo gracias a la colaboración de asociaciones civiles y dependencias gubernamentales.

## Historia

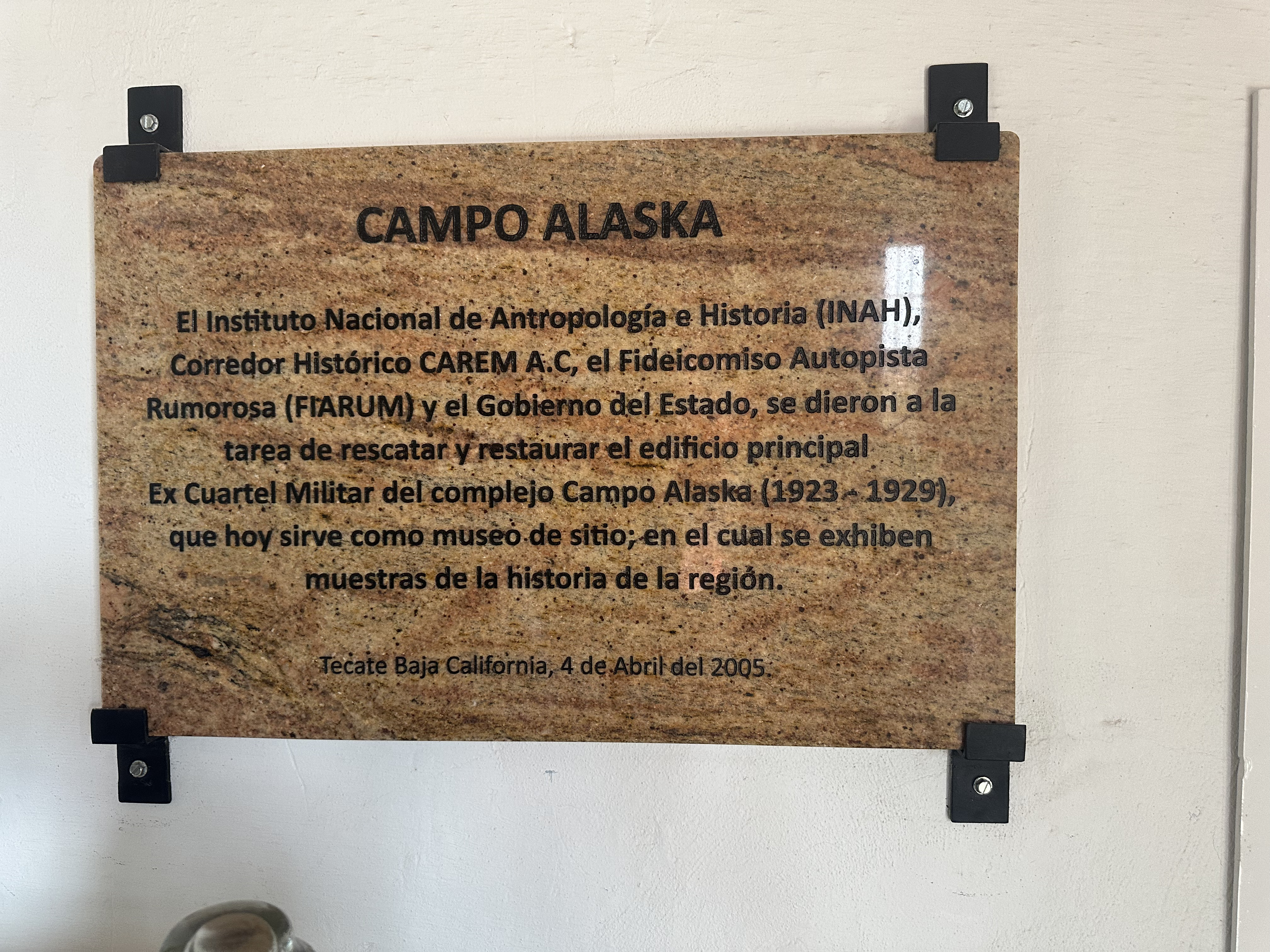
Placa informativa Campo Alaska - INAH

El edificio que hoy alberga el Museo de Sitio Campo Alaska fue construido entre 1923 y 1927 durante el gobierno de Abelardo L. Rodríguez, como un cuartel militar estratégico y administrativo para albergar tropas en la región. Este complejo, denominado Campo Alaska, incluyó también una escuela primaria y una casa de gobierno, convirtiéndose en el primer asentamiento formal en la Sierra de Juárez. En 1930, durante el gobierno de José María Tapia Freyding, sus instalaciones fueron adaptadas para convertirse en un sanatorio, y en 1931 se convirtió en el Hospital de La Rumorosa, destinado a atender a personas con enfermedades mentales, tuberculosis y otras condiciones consideradas incurables en esa época.
El Hospital de La Rumorosa operó durante 27 años como una institución destinada al aislamiento de pacientes, más que en el tratamiento médico, por lo que estuvo marcado por denuncias de abandono, corrupción y trato negligente hacia sus pacientes. Adaptado de las instalaciones militares del Campo Alaska, carecía de personal especializado y funcionaba en condiciones precarias. El pabellón de dementes se instaló en el antiguo cuartel, mientras que la Casa de Gobierno fue utilizada para albergar a pacientes con tuberculosis. Estas instalaciones reflejaban las limitaciones de la salud pública en Baja California en contraste con las políticas centralistas del país. La mayoría de pacientes que se enviaban al hospital eran considerados indeseables por motivos sociales, políticos o de salud. A menudo, se trasladaban pacientes a La Castañeda en la Ciudad de México para quienes requerían tratamiento especializado. El cierre del hospital en 1958 marcó el fin de su controversial existencia. Posteriormente, las instalaciones permanecieron abandonadas hasta su restauración.
Después de décadas de abandono, el edificio fue rescatado como sitio histórico y rehabilitado para su uso como museo. La exposición inaugural fue la muestra Camino Nacional: la Obra Monumental del Coronel Esteban Cantú, incluyó 24 fotografías, fotomurales y herramientas utilizadas en la construcción del camino nacional.

## El museo
El Museo de Sitio Campo Alaska se dedica a conservar y compartir la historia de la región y el legado cultural de los pueblos originarios, en especial de las comunidades indígenas kumiai, paipai y cucapá.

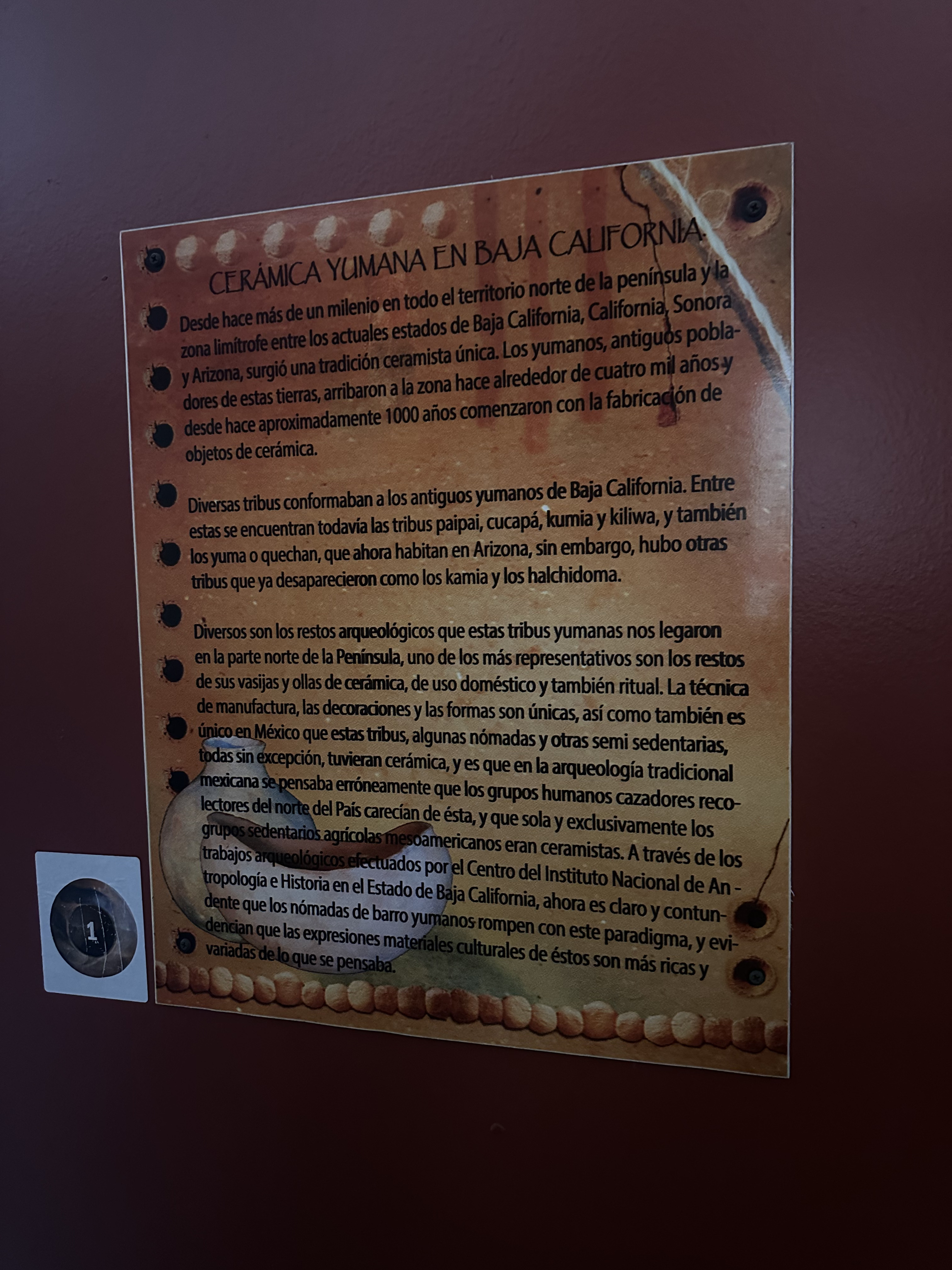
Exposición Cerámica Yumana en Baja California (2024).

#### Exhibiciones Permanentes
La colección del museo se organiza en cuatro secciones principales:
1. Cerámica prehistórica: Muestra de piezas de la tradición ceramista milenaria de los pueblos yumanos.
2. Histórica: Artefactos de las comunidades indígenas y fotografías que documentan la evolución del inmueble.
3. Estudios arqueocerámicos y etnográficos: Investigación sobre técnicas de alfarería y su continuidad en la actualidad.
4. Artísticas: Obras contemporáneas inspiradas en las tradiciones culturales de la región.

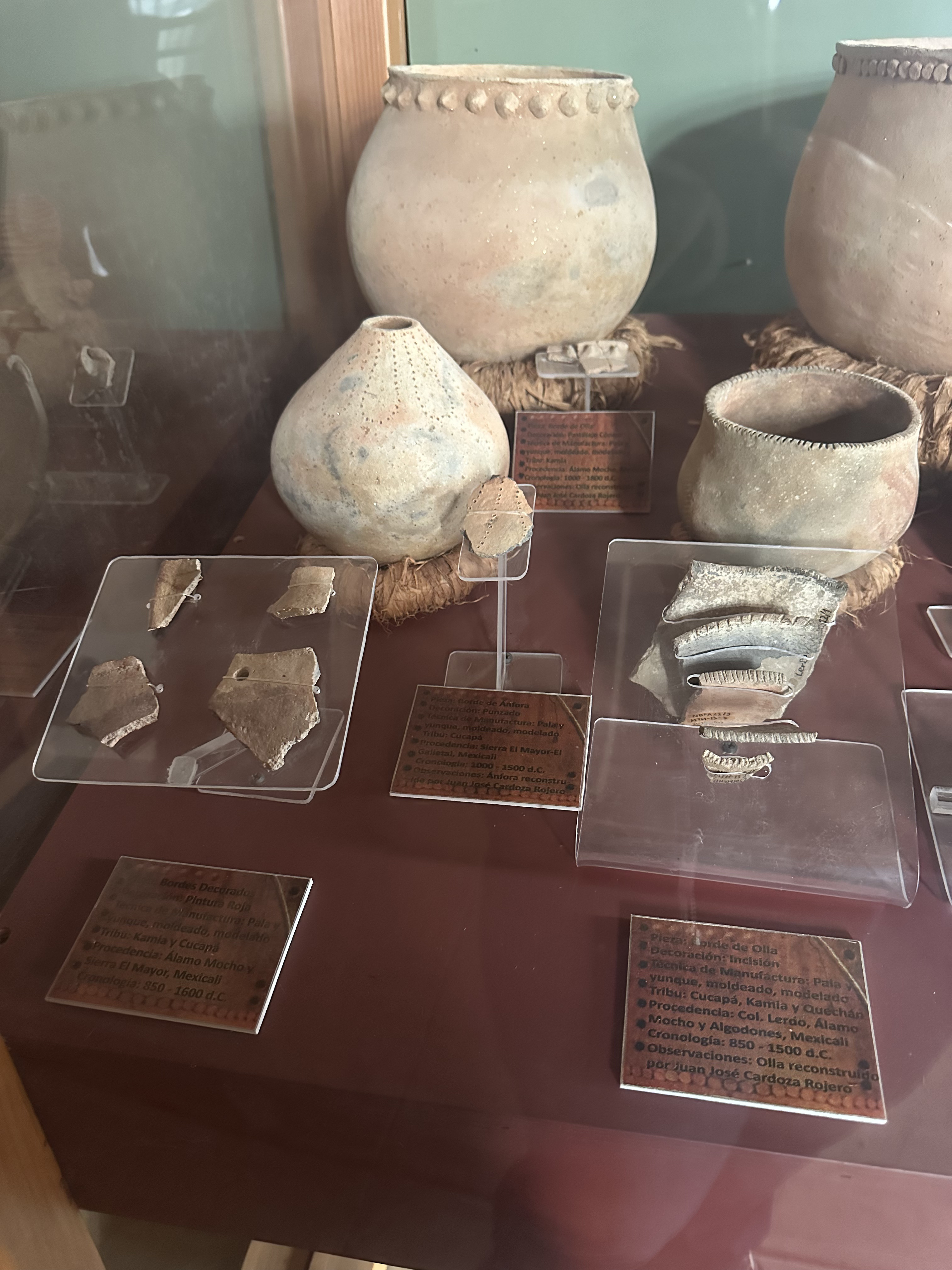
Artesanías de pueblos originarios de Baja California.

#### Exposiciones Destacadas
1. Nómadas de barro (2014): Enfocada en la producción cerámica prehistórica y contemporánea de las comunidades yumanas, destacando la participación de mujeres indígenas paipai y cucapá.
2. Donadores del pasado (2016): Una muestra de cerámica yumana y misional recuperada gracias a donaciones de particulares.
3. Maíja Awí (2017): Inspirada en un mito kumiai, combina piezas prehistóricas y actuales para explorar la transmisión del conocimiento cultural.